# Klára Sándor
Klára Sándor (ur. 27 stycznia 1965 w Salgótarján) – węgierska językoznawczyni, historyk kultury i polityk. Do jej zainteresowań naukowych należą: ewolucyjna teoria języka, socjologia języka, w tym zmienność języka, stygmatyzacja i dyskryminacja językowa.

## Życiorys
Ukończyła studia z hungarystyki, altaistyki i historii języka węgierskiego na Uniwersytecie im. Attili Józsefa w Segedynie.
W 1991 r. uzyskała doktorat w dziedzinie turkologii, a w 1996 r. została kandydatem Węgierskiej Akademii Nauk w dziedzinie językoznawstwa. Habilitowała się w 2016 r. na Uniwersytecie Segedyńskim. Od 2019 r. doktor Węgierskiej Akademii Nauk w dziedzinie historii. 
Po ukończeniu studiów rozpoczęła pracę w Katedrze Altaistyki na Uniwersytecie im. Attili Józsefa. W 1995 r. zaczęła wykładać w Katedrze Języka Węgierskiego Wyższej Szkoły Pedagogicznej im. Gyuli Juhásza (od 2000 r. Wydział Pedagogiczny Uniwersytetu w Segedynie), a w 2006 r. została powołana na stanowisko docenta w Katedrze Bibliotekoznawstwa i Informatyki Humanistycznej na Wydziale Nauk Humanistycznych i Społecznych. Została zatrudniona w Katedrze Języka i Literatury Węgierskiej na Wydziale Filozoficznym Uniwersytetu Komeńskiego w Bratysławie.

## Wybrana twórczość
- A magyar nyelv török jövevényszavai (1993)
- Secular linguistics and education: questions of minority bilingualism (1998)
- Olvasáskutatás (2011)
- Határtalan nyelv (2014)
- Nyelv és társadalom (2016)
- A székely írás reneszánsza (2017)